# Rationalität
Rationalität beschreibt ein vernunftgeleitetes Denken und Handeln. Es ist an Zwecken und Zielen ausgerichtet. Gründe, die als vernünftig gelten, werden absichtlich ausgewählt.
Der Ausdruck entstammt dem lateinischen rationalitas (‚Denkvermögen‘), abgeleitet von ratio (‚Berechnung‘, ‚Vernunft‘, ,Verstand', auch ‚Verhältnis‘, ‚(logischer) Grund‘, ‚Rechtfertigungsgrund‘, ‚Begründung‘). Rationalität kann, je nach Anwendungsbereich und je nachdem, was man als vernünftig betrachtet, unterschiedliche Bedeutungen haben. Man spricht in der Moderne deshalb auch von verschiedenen Rationalitäten der einen Vernunft.

## Bedeutung

### Zum Begriff der Rationalität
Bei der Analyse des Begriffs der Rationalität können verschiedene Aspekte im Vordergrund stehen:
- Erstens wird damit eine bestimmte Beziehung zwischen einem angestrebten Zweck und den zu seiner Erreichung angewandten Mitteln bezeichnet. Hierbei bedeutet Rationalität also die Fähigkeit zur Abschätzung einer Ursache-Wirkung-Kette. Dabei geht es um die deskriptive Antwort auf die Fragen: „Welches Mittel wirkt – bzw. wie wirkt das gewählte Mittel – und wie hoch ist der Aufwand, um den angestrebten Zweck zu erreichen?“. Die Frage der Zweck-Mittel-Korrelation wurde von Max Weber aufgeworfen, siehe Kap. Sozialwissenschaften.[4] Max Horkheimer spricht hier in kritischer Absicht von einer instrumentellen Vernunft.[5]
- Zweitens geht es um die Bewertung eines Zwecks als angemessen. Rational bedeutet dann „vernünftig“, „richtig“: Der Begriff der Rationalität wird also zur Rechtfertigung bestimmter, als Norm gemeinter, Grundsätze in Anspruch genommen. Hier fragt Rationalität nicht nur, ob etwas richtig getan wird (Effizienz), sondern auch ob das Richtige getan wird (Effektivität). Vernünftiges Handeln beinhaltet damit einen Anspruch auf richtiges Handeln, das man begründen kann. Die Aufforderung, vernünftig zu handeln, ist präskriptiv und wird als hypothetischer Imperativ formuliert. Unvernünftiges Handeln gilt in vielen Situationen als minderwertig. Zweckrational handelt nach Max Weber (s. u.), wer das Verhältnis von Nutzen und Aufwand bei der Auswahl des richtigen Ziels maximiert.
- Drittens werden Muster der Bewertung und Muster von Entwicklungsvorgängen als „Rationalität“ (bisweilen auch als „Logik“) eines Prozesses oder Systems bezeichnet. Rationalität ist hier der Ausdruck von Methoden und Verfahren. Systemrationalität bezeichnet einen optimalen Funktionszusammenhang. Hier geht es vor allem um die Konsistenz von Argumenten, Entscheidungen und Handlungen. „Kognition, Evaluation und Handlung müssen eine Einheit bilden.“[6] In diesen Bereich des Begriffsfeldes fallen auch die Eigenschaften und Fähigkeiten von Personen. Man spricht von rationalen Menschen. In einer kritischen Sicht wird der Mensch hierdurch zum System oder zu einer Sache, die funktioniert.
- Viertens wird der Begriff Rationalität bzw. „rational“ als Erklärungsmuster für Handlungen, Überzeugungen, Wünsche oder Normen verwendet. Eine in diesem Sinne „rationale Erklärung“ einer bestimmten Handlung oder Überzeugung versucht diese – durch Angabe der jeweils (handlungs-)situationsspezifischen Bedingungen – intersubjektiv verständlich, d. h. für andere Menschen nachvollziehbar zu machen. Die erklärende Analyse fragt nach den Bedingungen und Motiven rationalen Handelns. Als rational gilt hier, was wohlbegründet, angemessen und verantwortbar ist. In Abgrenzung zur instrumentellen oder zweckorientierten Rationalität kann man hier von einer substanziellen oder moralischen Rationalität sprechen. Max Weber bezeichnete diesen Aspekt des Begriffs als Wertrationalität, die einer moralischen, religiösen oder ästhetischen Einstellung folgt und sich in einer Gesinnungsethik äußert.[7]

Im Gegensatz zum Begriff der Vernunft kann man vom Begriff der Rationalität die Mehrzahl bilden und von verschiedenen Rationalitäten sprechen. Der Gegenbegriff zur Rationalität ist das Irrationale, ein Zustand oder ein Handeln, das nicht durch vernünftige Gründe gestützt ist (Affekte, Wunschdenken, anormale psychische Zustände, z. B. Paranoia). Unbelebte Gegenstände sowie Pflanzen sind weder rational noch irrational, sondern arational, d. h. nicht zur Rationalität fähig. In Hinblick auf Tiere, insbesondere Höhere Säugetiere, ist umstritten, in welchem Maße sie zur Rationalität fähig sind. Von der auf Handlungen ausgerichteten pragmatischen Rationalität wird die theoretische oder kognitive Rationalität unterschieden, die das Wissen zum Gegenstand hat. Sie umfasst „alle Arten methodischen Denkens in endlich vielen reproduzierbaren Schritten zur Gewinnung und Begründung von Aussagen über die Welt.“ Kognitive Rationalität kann nur ihre Geltung einfordern, wenn das Wissen anderen Menschen gegenüber begründbar und von diesen überprüfbar ist. Rationalität ist eng mit dem Begriff der Intentionalität verbunden, da sie immer auf etwas (eine Person, einen Sachverhalt) gerichtet ist. Eine Person kann als rational bezeichnet werden, wenn sie dem Bewertungskriterium des „guten Schließens“ entspricht.
Viele klassische Philosophen unterscheiden zwischen ratio und intellectus, im Deutschen meist mit Verstand und Vernunft (ursprünglich genau umgekehrt) wiedergegeben, wobei ratio in aller Regel ein niedrigeres Erkenntnisvermögen darstellt, das vergleichend und diskursiv operiert, während intellectus hingegen ein einheitlich zusammenschauendes Vermögen bezeichnet.
In der Lebenspraxis kann man nicht absolut von rational oder irrational sprechen, weil immer Erfahrungen und Gewohnheiten einen Einfluss auf ein Verhalten haben, d. h. Rationalität ist davon abhängig, wer eine Überzeugung äußert oder danach handelt und wann dies geschieht. Das Urteil eines Laien über ein Krankheitssymptom kann rational sein, auch wenn der hinzukommende Arzt den Sachverhalt als Fachmann ganz anders sieht. Argumente, Entscheidungen und Handlungen sowie die daraus hervorgehenden Zustände und Strukturen sind nicht objektiv, sondern nur mehr oder weniger rational im Vergleich zu entsprechenden Alternativen. Damit ist Rationalität nicht mit dem Begriff der Wahrheit verknüpft. Rational können auch eine Meinung oder ein Handeln sein, denen ein faktischer Irrtum zugrunde liegt. Absolut rational wäre ein Prinzip, bei dem es einen Anspruch auf Letztbegründung geben würde, also eine wissenschaftliche Theorie, die nicht mehr falsifizierbar (als nichtzutreffend begründbar) wäre, oder eine moralische Regel, die universale (allgemeine) Geltung beanspruchen könnte. Rationale Praxis auch in den Wissenschaften bedeutet demnach, sich an einem Wissen zu orientieren, das in Hinblick auf die verfügbaren Informationen frei von Zweifeln ist, auch wenn es grundsätzlich bezweifelbar bleibt. Rational ist ein Handeln also, wenn es wohlbegründet und kohärent ist.
Rationalität ist weiterhin nicht gleichzusetzen mit Erfolg, auch wenn das Bemühen um Rationalität durch das Streben nach einem größeren Erfolg motiviert ist. Ein Handeln, das eine bestehende Situation verschlechtert, gilt nicht als rational. Der Begriff der Rationalität beinhaltet somit einen Nutzen, der mit einem Objekt oder einer Handlung verbunden ist. Dabei geht aus der Eigenschaft „rational“ noch nicht hervor, inwiefern der Nutzen besteht. Der Begriff als solcher ist semantisch formal. Ein „rational konstruierter Becher“ bedarf für religiöse Anwendungen anderer Eigenschaften als ein Becher für die Raumfahrt. Das Wort Rationalität als Beschreibung einer Eigenschaft (Prädikat) bezeichnet keine Äquivalenzrelation (Gleichwertigkeitsbeziehung), die durch eine einfache Regel zu fassen ist, sondern betont die besondere Eignung für einen bestimmten Zweck. Was konkret das Rationale ist, ergibt sich erst in der jeweiligen Situation.
Ein wichtiges Moment der Rationalität ist die Vorhersagbarkeit von Handlungsergebnissen. Dies steckt in dem Verständnis, dass eine rationale Überzeugung oder Handlung begründbar ist. Eine akzeptable Begründung ist aber nur möglich, wenn die Wirkung einer Handlung bereits zuvor absehbar war. Problematisch wird diese Anforderung, weil über einen möglichen Erfolg stets Ungewissheit besteht. „Die Welt ist ihrer Natur oder ihrem Wesen nach weder stabil noch gewiss.“ Dadurch wird das Risikokalkül Bestandteil der Begründung, wobei es einer vorherigen Festlegung bedarf, welches Risiko rational wie zu bewerten ist. Auf diesem Weg entsteht aus der Diskussion der Rationalität eine Diskussion der Verantwortung insbesondere in Hinblick auf die Wirkungen der modernen Massengesellschaft und der durch sie verwendeten Großtechnologien. Der polnische Philosoph Wieslaw Sztumski verweist auf die Grenzen der Rationalität, „weil sie auf einer entsprechenden Entwicklungsstufe zur Behinderung der Weiterentwicklung wird“, da sich „in einer immer schneller verändernden Welt und angesichts wachsender Unbestimmtheiten und Risiken der Verwendungsbereich der Rationalität immer mehr einengt“, weil das „Maximieren der Rationalität (besonders im Sinne des Szientismus) […] unterschiedliche Bedrohungen der Menschen und […] das Risiko des Nichtüberlebens der Menschheit“ nach sich ziehe. Sztumski äußert deshalb die Hoffnung, dass eine „Beschränkung in der ‚Jagd der Rationalität‘ uns eine Chance für das Überleben gibt.“

### Typisierungen der Rationalität
Um dem Phänomen der Rationalität näher zu kommen, hat Hans Lenk eine unsystematische Liste von Rationalitätsbegriffen zusammengestellt, die erst in einer Analyse von Überschneidungen befreit und in eine systematische Ordnung zu bringen ist.
1. reine oder formale Folgerungsrationalität (Folgerichtigkeit und Beweisbarkeit)
2. hierarchisch-architektonische Rationalität
3. materiale Rationalität
4. rationale Rekonstruktion
5. instrumentale Mittelrationalität (Zweckrationalität)
6. entscheidungstheoretische Rationalität (abstrakt-formal, strategisch-spieltheoretisch, dialogisch)
7. Rationalität als nachträgliche Selbstrechtfertigung
8. Wertrationalität
9. moralische Rationalität (universell deontologisch)
10. Rationalität der öffentlichen Vertretbarkeit
11. Verständigungsrationalität
12. pragmatische Vereinbarkeitsrationalität
13. reflexive Rationalität
14. konstruktivistische Rationalität
15. szientistische Rationalität
16. funktionalistische Rationalität
17. prinzipielle Rationalität (global und lokal)
18. okkasionelle Rationalität (global und lokal)
19. vollständige Rationalität
20. unvollständige Rationalität

Nikolaos Psarros unterscheidet zwischen
- objektiver Rationalität, die gegeben ist, wenn der Grad der Zielerreichung messbar ist (Naturwissenschaften, Ökonomie, Technik, Strukturwissenschaften, d. h. Mathematik, Logik, Informatik). Diese ist bestimmt durch Kalkülisierung und Systematisierung und bezieht sich nur auf eine bestimmte Perspektive der Lebenswelt.
- Konjektiver Rationalität, die durch die Teilhabe an bestimmten Praxen der Lebenswelt gekennzeichnet ist, die durch Erfahrung erworben werden wie kulturelle Sitten oder gesellschaftliche Regeln (man fährt in der Schweiz auf der rechten Straßenseite). Ein Beispiel ist die von Norbert Elias untersuchte „höfische Gesellschaft“.[20] Das Wissen entsteht nicht durch theoretische Überlegungen, sondern durch Umgang. Objektive Rationalität findet innerhalb eines konjektiven Umfeldes statt, wobei es möglich ist, dass objektive Rationalität den Vorrang vor den konjektiven Rationalitätskriterien, die sich historisch verändern können, haben kann.
- distanzierter Rationalität, die sich auf nicht allein objektiv fassbare Sachverhalte bezieht, die eine überkulturelle Geltung beanspruchen. Hierunter fallen beispielsweise im Diskurs zu klärende ethische Prinzipien.

Ähnliche Strukturierungen finden sich bei Jürgen Habermas, der zwischen dem pragmatischen, ethischen und moralischen Gebrauch der praktischen Vernunft unterscheidet, oder bei Christine Korsgaard, die die praktische Vernunft in instrumentelle, prudentielle und moralische Vernunft unterteilt. Nicholas Rescher differenziert in Hinblick auf den Prozess der Entscheidungsfindung praktische Rationalität (was soll man tun), theoretische Rationalität (was kann man wissen) und evaluative Rationalität (was soll man bevorzugen). Karl-Otto Apel setzt der wissenschaftlich-technologischen die philosophisch-transzendentalpragmatische Rationalität entgegen, die er wiederum in eine hermeneutische, ethische und dialektisch strategische Rationalität unterteilt. Helmut F. Spinner spricht von einer „Doppelvernunft“, die einerseits als „Grundsatzvernunft“ auf allgemeine Prinzipien gerichtet ist, andererseits als „Gelegenheitsvernunft“ sich vorwiegend auf außerwissenschaftliche pragmatische Fragestellungen richtet.
Karen Gloy schlägt eine systematische Einteilung nach Kategorien vor, die ihrerseits wieder unterschiedlich gegliedert werden können:
- Paradigmen (transzendentalphilosophisch, transzendentalpragmatisch, hermeneutisch, phänomenologisch oder wissenschaftstheoretisch)
- Anwendungen (theoretisch, praktisch, ästhetisch oder Natur, Geschichte, Gesellschaft, Wissenschaft und Mythos)
- Strukturen (Wissenschaftstyp, Praxistyp, Kunst, Mythos oder Naturwissenschaften versus Geisteswissenschaften)

### Rationalität als Methode
Begreift man Rationalität als Verfahrensprinzip, so ist rationales Handeln methodisch strukturierbar. Ausformuliert ergibt sich ein vollständiges Konzept einer Wissenschaftstheorie. Dabei sind drei grundlegende Schritte zu unterscheiden.
- Zunächst ist die Fragestellung zu analysieren und die Problemstellung zu formulieren.
- Im zweiten Schritt erfolgt eine Analyse der Handlungsmöglichkeiten, die eine Problemlösung überhaupt ermöglichen.
- Zum Dritten schließlich werden die Handlungsmöglichkeiten bewertet und die Auswahl der optimalen/adäquaten Vorgehensweise begründet.

In jedem dieser drei grundsätzlich zu vollziehenden Schritte gibt es eine Vielzahl von Konzepten, die sich geschichtlich und sachbezogen herausgebildet haben.
Die Differenzierung danach, wie man sich methodisch den Zugang zu einem Gegenstand verschafft, führt zu folgender Unterscheidung:
- mathematisch-logisch
- experimentell-empirisch
- phänomenologisch-analytisch
- hermeneutisch-historisch
- konstruktivistisch-systemtheoretisch

Ähnlich kann man das Vorgehen in Hinblick auf die Geltung rationaler Argumente in Anlehnung an die Logik der Wissenschaften bei Peirce gliedern in:
- heuristisch – abduktiv
- axiomatisch – deduktiv
- deskriptiv – induktiv

Karen Gloy unterscheidet methodische Prinzipien nach der Denkweise, die der Strukturierung des (wissenschaftlichen) Stoffs zugrunde liegt.
- Die lineare, in Listen sammelnde Rationalität erfasst die Welt taxonomisch wie in der Biologie, der Geografie oder bei der Zusammenstellung von Krankheitssymptomen. Hierzu zählen auch mathematische Tafeln, aus denen sich Rechenergebnisse ablesen lassen oder die historischen Gesetzestafeln, auf denen die geltenden Regeln gesammelt und veröffentlicht wurden. Historisch bildet diese Form der Rationalität den Anfang systematischen Denkens. Die anschauliche Wirklichkeit wird seriell oder additiv abgebildet, wie sie erfahren wird. Die Strukturierung nach Allgemeinbegriffen (Gattung, Art, Unterart …) hat sich erst allmählich herausgebildet. Ein weiterer Schritt in der Geschichte war die von Francis Bacon im Novum Organum dargestellte Systematisierung von vorhandenen und fehlenden Merkmalen, mit denen durch induktives Schließen Zusammenhänge deutlich gemacht werden können.
- Die dihairetische Rationalität drückt sich im fomallogischen und mathematischen Denken aus.[29] Die Dihairesis ist ein analytisches und kein synthetisches Verfahren der hierarchischen Begriffsbestimmung, das die Anwendung der logischen Denkgesetze (insb. Satz vom auszuschließenden Widerspruch und vom ausgeschlossenen Dritten) beinhaltet,[30] das einem Prinzip folgt, das als Schlussfolgerung entweder die eine oder die entgegengesetzte, erstere negierende Aussage als wahr anerkennt. Die Konsistenz dihairetischer Ableitungen lässt sich mit Hilfe von Syllogismen überprüfen. Dadurch, dass dieses Verfahren die Dimension der Zeit unberücksichtigt lässt, kann es Prozesshaftes der Wirklichkeit nicht erfassen. Zudem benötigt es willkürliche Einteilungen, so dass die Qualität der Analyse von der Kunstfertigkeit des Analytikers abhängt. Weiterhin kann durch das hierarchische Prinzip das Nebeneinander mehrerer gleichwertiger Alternativen nicht dargestellt werden.[31] Auch die Herleitung mathematischer Sätze entspricht der Logik der Dihairesis, indem die aus hypothetisch gesetzten Axiomen deduktiv durch Wenn-dann-Konstruktionen hergeleitet werden.[32]
- Die dialektische Rationalität stützt sich auf die Gedankenfigur der Selbstbezüglichkeit (Selbstreferenzialität).[33] Betrachtet wird ein Gegenstand (ein „A“) und das davon Verschiedene (das „Nicht-A“) sowie im Rückgang das „A“ unter Bezugnahme auf das „Nicht-A“. Die Dialektik beruht auf der Trias von These, Antithese und Synthese, wobei die Beziehung des Teils zum Ganzen, seine Differenzen innerhalb einer Gattung sowohl aus der Eigen- als auch aus der Fremdperspektive erfasst werden. Das dialektische Prinzip bezieht sowohl eine erste als auch eine zweite, der ersten (scheinbar) diametral entgegengesetzte, Aussage in die Schlussfolgerung ein, so dass der Satz vom ausgeschlossenen Dritten aufgehoben ist. In der Dialektik kann ein Ganzes in eine Vielheit gleichursprünglicher Glieder gespalten und mit jeweils unterschiedlichem Fokus untersucht werden. Hierdurch entsteht ein Netz von Beziehungen, das auch die Zeit dynamisch abbilden kann. Der Dialektik entsprechen Vorstellungen der Welt im Kreisgang, von der ewigen Wiederkehr oder auch als Teil eines offenen Prozesses des Werdens. Indem durch die dialektische Trias in der Synthese ein Neues entsteht, durch das das Alte als vergangen verdrängt wird, ist die Dialektik dynamisch und geschichtlich.
- Die „metaparadoxale“ Rationalität ist in der Lage, Paradoxien auf einer Metaebene zu analysieren und dialektisch zu erklären.[34] Paradoxa entstehen, indem etwas Allgemeines verabsolutiert und mit einem partikularen Einzelnen durch Selbstanwendung in Beziehung gesetzt wird. Es gibt Paradoxien des Unendlichen (z. B. Zenons Paradoxien der Vielheit), semantische Paradoxien (z. B. „Ich weiß, dass ich nichts weiß“) oder mengentheoretische Paradoxien (z. B. „Ein Kreter behauptet, dass alle Kreter lügen“; Russellsche Antinomie; das reflexive Selbstbewusstsein; Autopoiesis). Die Aufhebung dieser Paradoxa kann durch Verbot der Selbstanwendung (Russell) oder durch Einführung einer Metaebene (Tarskis Definition der Wahrheit) erfolgen. Im Sinne des Münchhausen-Trilemmas kommt beides einem Abbruch einer Argumentationskette gleich. Will man dies nicht, muss man von einem offenen System ausgehen (Prozessphilosophie, Gödelsche Unvollständigkeit). Die metaparadoxale Rationalität zeigt die Aporien, Antinomien oder Paradoxa des menschlichen Denkens auf und bildet Strategien, um diese zu überwinden. In der modernen Wissenschaftstheorie gehören hierzu Konzepte, die an die Duhem-Quine-These anknüpfen, das Konzept der Falsifikation von Theorien berücksichtigen oder sich um den Schluss auf die beste Erklärung bemühen.
- Bei der analogischen Rationalität werden durch die Abstraktion einer Versinnbildlichung Strukturmerkmale komplexer Sachverhalte verdeutlicht.[35] Analogisches Denken reicht vom Mythos bis in die Gegenwart. Ein klassisches Beispiel ist der Aufstieg oder Abstieg in einer hierarchischen Ordnung, versinnbildlicht durch die Metapher der Leiter (Liniengleichnis Platons). Die Entgegensetzung kommt zum Beispiel in der Metapher von Licht und Schatten, Tag und Nacht für das Gute und das Böse zum Ausdruck. Eine andere Analogie ist die des Kreises, der als geometrische Idealform die ewige Wiederkehr symbolisiert, zu finden etwa im Timaios bei Platon oder im Lebensrad des Buddhismus. Die Kreisanalogie liegt auch der Parallelisierung von Jahreszeiten und Lebensaltern zugrunde. Analogien stehen als Teil für ein Ganzes (pars pro toto), das eine komplexe Struktur aufweist und mit der Methode der klassischen Logik (wahr, falsch) nicht zu fassen ist. Analogien verweisen auf netzwerkartige Strukturen und Unabgeschlossenheit. Die Rationalität der Analogie übergeht das „tertium non datur“ und führt zu neuen, mindestens dreiwertigen, Logiken und zu Unschärferelationen (fuzzy logic, Chaostheorie, fraktale Geometrie). Diese Unschärfe drückt sich zum Beispiel in einer Analogie aus, die Wittgenstein mit dem Begriff der Familienähnlichkeit geprägt hat und die die moderne Sprachphilosophie maßgeblich beeinflusst.[36] Gloy verweist hier auf Rescher und Brandom, die versucht haben, mit dem Konzept von „Nicht-standard-Welten“ (non-standard-worlds) die Grenzen der klassischen Logik zu überwinden.[37] In den Bereich der analogischen Rationalität gehören auch das Gleichnis, der Witz, das Spiel oder die Tropen in der Linguistik.

Die von Gloy ausgearbeitete Strukturierung von Rationalitätstypen hat ihrerseits einen hierarchischen Aufbau, der ein Abbild einer genealogischen Entwicklung des Denkens ist. Vom einfachen linearen Sortieren über die statische Entgegensetzung und die Dynamik des dialektischen Fortschreitens zur spekulativen Überwindung von Brüchen und Inkonsistenzen bis hin zu einem Netzwerk des Seins, das auch Unschärfen erfasst. Keiner der Rationalitätstypen ist verzichtbar und keiner ist umfassend.
Rationalität im modernen Verständnis greift auf den aus der Aufklärung stammenden Begriff der autonomen Vernunft zurück, unterstellt also einen frei handelnden Menschen, der nicht an das Wirken eines Gottes oder den Telos der Natur oder der Geschichte gebunden und auch nicht kausal determiniert ist. Auch wenn man auf eine Letztbegründung verzichtet, lassen sich nach Günter Ropohl in Anlehnung an Gerhard Vollmer konkrete Merkmale der Rationalität benennen, die bei der Rechtfertigung von Überzeugungen beachtet werden müssen:
(a) die Klarheit und Unmissverständlichkeit des sprachlichen Ausdrucks;
(b) die intersubjektive Kommunizierbarkeit und Diskutierbarkeit;
(c) die theoretische Überprüfbarkeit (methodische Nachvollziehbarkeit und logische Stimmigkeit);
(d) die empirische Überprüfbarkeit (Reproduzierbarkeit und Falsifizierbarkeit, wo immer möglich und angezeigt);
(e) die analytische Präzision (z. B. in der Abgrenzung von Systemelementen);
(f) die synthetische Kohärenz (Verträglichkeit in Systemzusammenhängen);
(g) die systemische Reflexivität (Vermittlung zwischen Analyse und Synthese, zwischen Teilen und Ganzheiten);
(h) die kritische Reflexivität (Selbstanwendung der Rationalität)
Die ersten drei Punkte betrachtet Ropohl als Minimalbedingungen der Rationalität. Das Merkmal (h) verweist auf die Fallibilität des Rationalitätsbegriffs selbst, der ebenso wie jedes rationale Argument grundsätzlich für neue und verbesserte Erkenntnisse offen zu halten ist. Ropohl postuliert aus der Perspektive der Technikphilosophie in Hinblick auf die Komplexität modernen Technologien eine „synthetische“ Rationalität, die „neben analytischer Präzision auch synthetische Kohärenz und systematische Reflexibilität umfasst.“

## Philosophiegeschichte

### Kontemplatives Schauen der vernünftig geordneten Welt in der Antike
Die Ursprünge der Rationalität sind zu finden im Übergang vom mythischen Denken zur praktischen Vernunft, die systematisch über die praktische Lebenswelt hinausweist. Beispiele sind die babylonische Astronomie, die Bewässerungssysteme im alten Ägypten, die indische Logik und das kritische Fragen der antiken griechischen Philosophie. Silvio Vietta spricht von einer Erfindung der Rationalität und einer Kulturrevolution, die im 8.–5. Jahrhundert vor Christus alle Bereiche des gesellschaftlichen Lebens radikal verändert hat im Sinne einer Entmythisierung und Berechenbarmachung: Die Erfindung der Wissenschaft als quantitative Methode der Erkenntnis von Naturzusammenhängen, als Geometrisierung des Raumes, Arithmetisierung der Zeit, Erfindung des Münzgeldes und Bankenwesens, Einführung von Messtechniken auch in die Ästhetik und in der Kriegstechnik und auch in der Veränderung der Rollenbilder von Mann und Frau. Die vorsokratische Philosophie der antiken Griechen ist gekennzeichnet durch den Übergang „vom Mythos zum Logos“. Die menschenähnlichen Götter und die narrativen Erklärungen der Wirklichkeit mit Bildern und Parabeln wurden abgelöst durch die Suche nach einem allgemeinen Prinzip, die Welt zu erklären. Das sakrale Ursprungsdenken geht über in einen Fortschritt des Wissens. Dabei wird die ganzheitliche Weltsicht teilweise durch Logifizierung und Quantifizierung der Welt ersetzt. In der mathematischen Philosophie der Pythagoreer deutet sich nach Vietta bereits die Grundform rationalen Denkens an, die als quantitative Berechnung von Naturzusammenhängen die Voraussetzung jener Technologien schuf, die andere Kulturformen marginalisiert haben und heute globale Verbreitung finden. Während die Pythagoreer die Mathematik noch mit der Mystik verknüpften, sind Euklids Elemente hiervon gänzlich befreit. Der Logos, „das geistige Rechnen“ hatte sich nahezu gänzlich von den dichterischen Erzählungen Homers und Hesiods – so bei Xenophanes – gelöst. Das allgemeine Erklärungsprinzip, zunächst Wasser und Luft, wurde immer abstrakter, es wurde zum Apeiron, dem Unbegrenzten, bei Anaximenes und schließlich zum Nous, zur objektiven Weltvernunft, dem bewegenden Geist, bei Anaxagoras, durch den alle Ordnung bestimmt ist. Der Nous ist zugleich das oberste Denkvermögen im Menschen, mit dem er sich ganzheitlich als Teil des Logos begreift.
Von diesem schauenden Erfassen der Welt lösten sich vor allem die Sophisten. In vielfältigen, durchaus kontroversen Ansätzen zeigten sie, dass die überkommenen Vorstellungen einer bestimmten Ordnung in sich widersprüchlich sind und dass es Aporien gibt, denen der Mensch nicht ausweichen kann. Einige Sophisten vertraten einen deutlichen Relativismus und erklärten den Menschen zum Maß aller Dinge (Protagoras). Dies ging so weit, dass ihre Redekunst nicht nur anerkannt war, sondern dass ihnen auch unterstellt wurde – gegen Geld – jegliche Theorie überzeugend begründen zu können. Kritisch zur bloßen Rhetorik und Streitkunst stellte sich Platon, der die Sophisten als „Nachahmer der Weisen“ bezeichnete (Soph. 268 b, c). Es geht hier um die Frage, ob Wissen und ethische Aussagen objektiv oder bloß subjektiv sind. In vielen Dialogen Platons bilden die sophistischen Argumente die Plattform, von der aus Platon seine eigene Position oder zumindest eine kritische Gegenposition entwickelte, indem er die Argumente widerlegte (Beweis durch Gegenbeweis – Modus tollendo ponens). Ein grundlegendes Argument Platons gegen den Homo-Mensura-Satz war, dass dieser bei gegensätzlichen Meinungen nicht aufgelöst werden kann, dass er somit kein Kriterium für Wahrheit oder Richtigkeit liefert. Eine mögliche Lösung (ohne objektiven Absolutismus) zeigt sich im Sprachgebrauch. Die Bedeutung eines Begriffs muss so vereinbart sein, dass sie ein am Gespräch Teilnehmender verstehen kann (Konventionalismus). Wenn es eine Konvention gibt, kann man auch die Richtigkeit einer Begriffsverwendung prüfen. So sagt Protagoras im platonischen Theaitet: „Was gemeinsam akzeptiert wird, das ist wahr, wenn und solange es akzeptiert wird.“ (Theait. 172b). Dies würde auf einen intersubjektiv gültigen Wahrheitsbegriff hinauslaufen, auf eine Konsenstheorie der Wahrheit. Platon diskutiert diese Lösung, lässt aber im Dialog Kratylos die Antwort offen (Krat. 385d-386a) und vertritt einen objektiven Wahrheits- und Wertebegriff durch Teilhabe an der Ideenwelt (Wahrheit als wahre begründete Meinung) als Maßstab rationalen Handelns. Insbesondere lehnte Platon den als sophistisch dargestellten Rechtspositivismus („daß kein Herrscher irgend fehlt, wenn er Herrscher ist“ (Pol. I, 340e) ab. Stattdessen bestimmte er die Gerechtigkeit als Grundlage des Rechts inhaltlich (Jeder tut, was ein jeder zu tun hat, Pol. 433a).
Für Aristoteles, der den Menschen als vernünftiges Wesen (zoon logon echon) bestimmte, besteht ein glückliches und gelingendes Leben in einem „Tätigsein der Seele gemäß der Vernunft oder nicht ohne die Vernunft.“ (EN I 6, 1098a 7-8) Der Vernünftige ist jemand, der „gut überlegen kann“, was anders sein könnte (EN VI 5, 1140a 1-1 und 26). Das gute Überlegen bezieht sich sowohl auf die schaffend Kunst (Techne) als auch auf die praktische Vernünftigkeit (Phronesis). Was gute Überlegungen sind, beschrieb Aristoteles auf zweierlei Weise. Praktische Vernünftigkeit prüft zum einen, ob Mittel geeignet sind, ein bestimmtes Ziel zu erreichen (EN III 5-7), und zum anderen, ob ein Einzelnes, eine einzelne Handlung, einem Allgemeinen, zum Beispiel einem guten Leben, entspricht (EN VI). Immer wieder wird kritisch darauf hingewiesen, dass Aristoteles den gesellschaftlichen Vorstellungen seiner Zeit entsprach und den Frauen einen geringeren Vernunftstatus als dem Mann zurechnete und dies biologisch begründete (De generatione animalium).
Während Platon und Aristoteles das gute Leben an einem Aufstieg zur geistigen Schau der vom Nous bestimmten Ordnung des Kosmos festgemacht hatten, Wissen für sie als denkendes Erfassen der Ideen und Prinzipien in der Welt den höchsten Wert besaß, stand im Hellenismus die Praxis im Vordergrund. Die Polis verlor an Bedeutung und nach dem Tod Alexanders wurde die Lage politisch instabil. Philosophie hatte vor allem die Aufgabe einer Orientierungshilfe. Die Stoa entstand ebenso wie die Skepsis und der Epikureismus in Konkurrenz zu den klassischen Schulen der Akademie und des Peripatos. Allen drei gemeinsam war die Suche nach der Seelenruhe (Ataraxia). Die Skeptiker suchten, sich nicht durch falsche Sehnsüchte nach Weltverbesserung beirren zu lassen. Die Rationalität des Skeptikers ist das kritische Hinterfragen. Die Epikureer strebten vor allem nach privatem Glück durch einen maßvollen Genuss. Sie lehnten die Idee einer vernünftig geordneten Welt ab und stellten den Nutzen und die Zweckrationalität in den Vordergrund. Bei den Stoikern stand die Beherrschung der Leidenschaften im Zentrum der Philosophie. Die Stoa knüpfte an die Naturphilosophie Heraklits an und betrachtete die Natur als vernünftig geordneten Organismus, in den der Mensch sich einzupassen hat. Für sie war es deshalb rational, nicht mit dem Schicksal zu hadern, sondern sich auf das dem eigenen Handeln Verfügbare zu konzentrieren. Aus dieser Einstellung heraus entwickelten die Stoiker die Vorstellung, dass es beim Handeln auf die Gesinnung und die Einhaltung der daraus folgenden Pflichten ankommt. Hierzu gehörte insbesondere das Befolgen des Selbsterhaltungstriebes und das Streben nach Selbstvervollkommnung (Oikeiosis). Logik und Naturerkenntnis sind keine eigenständigen Zwecke, sondern dienen der Beantwortung der Frage nach dem richtigen Handeln.
„Ein tugendhaftes Leben ist gleichbedeutend mit einem Leben auf Grund der Erfahrung von dem, was natürlicherweise geschieht. Denn unsere eigene Natur ist ein Teil der Gesamtnatur. Darum ist das höchste Gut ein naturgemäßes Leben, gemäß unserer eigenen und der Gesamtnatur, so daß wir nichts tun, was das allgemeine Gesetz zu verbieten pflegt, nämlich die richtige, alles durchdringende Vernunft.“ (Chrysippos)
Affekte können gegen Einsichten der Vernunft verstoßen, so dass ihre Beherrschung eine der vorrangigen Aufgaben eines vernunftgemäßen Lebens ist. Rationalität war bei den Stoikern die alles dominierende Sicht auf die Welt und eine ganzheitliche Lebensführung.
Für die Mittel- und Neuplatoniker stand die Seelenlehre im Zentrum des Denkens, denn der Körper galt ihnen nur als zeitweiliges „Gehäuse“ der Seele, die der Träger der Lebensfunktionen ist und die nach dem Tod wieder in die Verbindung zum Nous, zur geistigen Welt des reinen Denkens und der Ideen, eingeht. Es ist die Seele, durch die der Nous in der Welt wirkt. Die Seele verwirklicht sich in ihrer Vernünftigkeit durch Zusammenführen und Abstraktion der Vielfalt im Denken zu einer Einheit. Das göttliche Eine ist das Prinzip, das hinter dem Nous steht. Das praktische Handeln nach den Tugenden ist eine Ausrichtung des philosophischen Lebens auf das Göttliche. Diese bei Plutarch, Plotin, Proklos oder Porphyrios unterschiedlich ausgeprägte Lehre fand ihren Niederschlag auch im Manichäismus und in der Hermetik.

### Verbindung und Loslösung von Glaube und Vernunft im Mittelalter
Eine neue Perspektive auf die Rationalität entstand mit dem Christentum, dessen philosophische Ideen sich schon früh oftmals mit dem platonischen Denken verbanden. An die Stelle der natürlichen Ordnung des Nous trat allerdings die durch die Schöpfung Gottes vorgegebene Ordnung. Das absolut Gute Platons wird von den Kirchenvätern durch Gott ersetzt. Rationale Praxis des Christentums ist die Befolgung der göttlichen Gebote. Augustinus hob die Nähe zum Neuplatonismus hervor: „Dann brauchten sie nur wenige Worte und Ansichten zu ändern, um selbst Christen zu werden. So haben es ja die meisten Platoniker unserer jüngsten Zeit gemacht.“ (Über die wahre Religion IV 7, 23) Augustinus dient die Vernunft vor allem der Reinigung des Glaubens. Der vollkommene Glaube ist der verständige Glaube. Rational ist damit ein Handeln, das die biblischen Gebote mit den Mitteln der Vernunft umsetzt. „Wir Christen glauben und lehren ja, und unser Heil hängt daran, daß Philosophie, das heißt Weisheitsstreben, und Religion nicht voneinander verschieden sind“. (Über die wahre Religion V 8, 26) Rationalität und spiritueller Glaube bilden für Augustin eine Einheit, die aber durch das eindeutige Primat des Glaubens gekennzeichnet ist.
Vor allem durch die christlichen Philosophen Boethius und Pseudo-Dionysius Areopagita sowie die spätrömischen Autoren Macrobius und Martianus Capella wurde das christlich-neuplatonische Denken bis in das Mittelalter bewahrt und übertragen und reichte bis zu Meister Eckart und Nikolaus von Kues. Im Mittelalter begann andererseits ein schrittweiser Wandel der Beziehung von Glaube und Rationalität. Ein Ausdruck hiervon ist die Abschaffung der Gottesurteile im Jahr 1215 auf dem Vierten Laterankonzil. Ein besonders wichtiges Kennzeichen ist die Gründung der Universitäten, die Ende des 11. Jahrhunderts einsetzte. Man kann die scholastische Methode als ein erstes wissenschaftstheoretisches Konzept auffassen, in dem Wissen und Wissenschaften geordnet wurden.
Bereits Anselm von Canterbury hat versucht, mit seinen Gottesbeweisen die notwendigen Gründe (rationes necessariae) für die Wahrheit des christlichen Glaubens aufzuzeigen, also eine spirituelle Theologie durch eine rationale Theologie zu ergänzen. Die der Offenbarung entstammenden Glaubenssätze haben sich vor den Wahrheiten der Vernunft zu bewähren. Die Vernunft ermöglicht, die göttliche Ordnung richtig zu erfassen. Petrus Abaelardus ist bekannt dafür, dass er der Vernunft eine stärker eigenständige Position einräumte. Durch das Aufzeigen der Widersprüche der Tradition in seiner Schrift Sic et Non (eine Methode, die bereits bei Bernold von Konstanz zu finden ist) stärkte er die Position des Magisters, der durch eine logisch anerkannte Argumentation die Konflikte auflösen musste, so dass die Vernunft eine eigene Bedeutung neben der Lehre der Kirchenväter einnehmen konnte. Indem er die Forderung „Erkenne dich selbst“ (scito te ipsum) in den Titel seiner Ethik aufnahm, betonte Abaelard die subjektive Vernunft und die Gesinnung als Grundlage sittlichen Handelns.
Thomas von Aquin bemühte sich in besonderem Maße darum, Philosophie und Vernunft in Einklang zu bringen. Wenn auch mit der Vernunft keine Eigenschaften Gottes zu erkennen sind, so kann aber mit Argumenten die Existenz Gottes plausibel gemacht werden, wie Thomas dies in den „fünf Wegen, das Dasein Gottes zu beweisen“ darlegt. Diese Argumentation ist Ausgangspunkt einer rationalen Theologie. Die Vernunft sagt dem Menschen, dass er das Gute tun und das Böse lassen soll. Was aber gut ist, erfährt der Mensch durch sein Gewissen und dieses kann irren. Die Konsequenz lautet: „Jegliches Wollen, das von der Vernunft abweicht, mag diese nun recht sein oder irren, ist immer schlecht.“ (STh I/II 19a.5) Die Rationalität fordert, festzustellen, welche praktischen Gebote der Vernunft widersprechen und diese Widersprüche aufzulösen. Damit ist eine aus dem Glauben heraus begründete Unvernünftigkeit ausgeschlossen. Dasselbe Argument führte in der Regensburger Vorlesung Benedikt XVI. zu Irritationen, als er darauf verwies, dass der Islam die Vernunft als Maßstab für ein Handeln nach Gottes Willen nicht kenne.
Die Aristoteles-Rezeption aufgrund der neu entdeckten Schriften führte zu der Rede von der „doppelten Wahrheit“, die dadurch entsteht, dass Aussagen nach der Vernunft und nach dem Glauben sich widersprechen können, aber im jeweiligen Denken dennoch Wahrheit beanspruchen. Wenn diese These auch noch von Thomas zurückgewiesen worden war und auch Gegenstand der Pariser Verurteilungen war, so zeigen sich hierin Ansätze zur Trennung von Glauben und Rationalität.
Einen wichtigen Schritt machte Johannes Duns Scotus, indem er einen neu formulierten Begriff des Willens in die scholastische Philosophie einführte. Nach Scotus ist der Wille und nicht die Vernunft die Quelle der Rationalität, weil der Wille das Gegensätzliche enthält, also die Grundlage von Entscheidungen ist. Dies gilt sowohl für die Zwecksetzung als Freiheit etwas zu wollen (libertas specificationis) als auch für die Ausübung des Wollens, die Handlungsfreiheit (libertas ecercitii). Die Vernunft führt zu einem eindeutigen Ergebnis, zu dem, was man als richtig erachtet und hat damit ein notwendiges Ergebnis. Allein der Wille und das Wollen beziehen sich auf Möglichkeiten und damit auf Freiheit. Der Wille benötigt andererseits für das Handeln ein Kriterium und dieses liefert ihm die Vernunft, anhand derer beurteilt werden kann, ob etwas gut oder böse ist (Ord. II d 7). Rationalität ist also das Wollen des als Gut erkannten und die Überwindung des rein naturhaften Strebens. Das höchste Gute, das die Vernunft erkennen kann, ist Gottes Wille. Es ist also nicht mehr der Glaube, der das Handeln bestimmt, sondern der durch die Vernunft erkannte Wille Gottes, den Duns Scotus mit einem Naturrecht auf der Grundlage des Prinzips der Gerechtigkeit annahm.
Viel schärfer noch erfolgte die Trennung von Wissen und Glauben bei Wilhelm von Ockham, nach dem grundlegende Glaubenswahrheiten wie die Omnipotenz Gottes nicht mit der Vernunft zu fassen sind und nicht mehr gewusst werden können. „Die Theologie ist keine Wissenschaft.“ Gottes Wille in der Schöpfung ist frei. Die Allmacht Gottes unterliegt nur dem Prinzip vom auszuschließenden Widerspruch. Dies bedeutet jedoch nicht, dass es in der Welt keine Ordnung gibt, denn die Schöpfung enthält bestimmt Prinzipien und Gesetzmäßigkeiten, die so sind, weil Gott sie so gewollt hat. Er hat aber die Potenz, diese auch anders zu gestalten. Die neue Positionierung der Vernunft führte Ockham zu einer stark nominalistisch geprägten Auffassung im Universalienstreit und auch zu einer schärferen und immer wieder betonten Fassung des Rationalitätsprinzips, das als Ockhams Rasiermesser bekannt geworden ist. „Nichts darf man ohne eigene Begründung annehmen, es sei denn es sei evident oder aufgrund von Erfahrung gewußt oder durch die Autorität der Heiligen Schrift gesichert.“ (In I. Sent d 30, q 1) Das richtige Handeln ist nicht mehr von Gott vorgegeben, sondern entscheidet sich subjektiv nach der menschlichen Vernunft. Damit formulierte Ockham den sich in seiner Zeit entwickelnden neuen Zugang zum Wissen, für das eine Begründung oder empirische Erfahrung gefordert wurde, es sei denn die höhere göttliche Ordnung war als Quelle verfügbar. Rationalität ist bei Ockham an die Wahrheit von Sätzen gebunden. Die radikalisierte Haltung brachte Ockham in den Konflikt mit dem Papsttum und zwang ihn vor einer drohenden Verurteilung nach München zu fliehen, wo er sein Werk vor allem mit politischen und kirchenkritischen Arbeiten fortsetzte. In der Folge verstärkte sich die Differenz zunehmend, z. B. bei Nicolaus von Autrecourt, im Zuge einer fortschreitenden Säkularisierung, die sich in einer neuen Philosophie der Renaissance und des Humanismus und in der Reformation niederschlug.

### Erforschung und Beherrschung der Natur in der Neuzeit
Zu Beginn der frühen Neuzeit gewann prozedurale Rationalität an immer stärker zunehmender Bedeutung. Der Mensch sah sich nicht mehr an die Vorstellung einer göttlichen Ordnung der Natur gebunden. Vielmehr entwickelte sich ein Denken, dass mit zunehmendem Wissen die Welt gestaltet und das eigene Leben angenehmer werden könnten. In das Zentrum der Rationalität trat das individuelle Subjekt. Einen wichtigen Meilenstein setzte Francis Bacon. Mit dem Leitmotiv „Wissen ist Macht“ forderte er ein kritisches Hinterfragen möglicher Trugbilder (idolae) und eine Sammlung nachvollziehbaren Wissens durch Naturbeobachtung und Experimente. Eine frühe Wissenschaftstheorie ist der Diskurs über die Methode von René Descartes, dem Erfinder der Analytischen Geometrie, in dem er forderte, dass Theorien klar und unterscheidbar (clare et distincte) sein sollen. Um dieses zu erreichen, formulierte er vier Hauptregeln der Methode:
1. Akzeptiere nur als wahr, was unbezweifelbar gewiss ist.
2. Zerlege jede Frage in Teilprobleme und einfache Fragen, die mit Gewissheit entschieden werden können.
3. Baue das Wissen der Reihe nach aus den Antworten auf diese einfachen Fragen auf und unterstelle für alle komplexe Fragen einen solchen einfachen Aufbau.
4. Überprüfe diese Elemente daraufhin, ob sie eine vollständige Ordnung bilden.

Baruch de Spinoza hat schließlich das systematische Streben nach Wissenschaftlichkeit bei der Formulierung seiner Philosophie auf die Spitze getrieben, indem er sein Ethica, ordine geometrico demonstrata analog zu Euklids Elementen in Grundbegriffen, Axiomen, Theoremen, Demonstrationen und Korollarien formulierte. Auch Thomas Hobbes, kurzzeitig Bacons Sekretär, interessierte sich intensiv für naturwissenschaftliche Fragen und die Mathematik und versuchte ebenso seine philosophischen Thesen nach dem mos geometricus als dem grundlegenden Prinzip der Rationalität aufzustellen.
Übereinstimmend mit dieser Weltsicht versuchten die Naturwissenschaftler der frühen Neuzeit ihre neuen Theorie in ein rationales, nicht mehr vom Glauben abhängiges Weltbild einzupassen. Paradigmatisch ist hier Galileo Galilei, der für seine Fallgesetze die Formalsprache der Mathematik verwendete und das Universum als ein Buch bezeichnete, das in der Sprache der Mathematik geschrieben sei.
„Das Buch der Natur ist in der Sprache der Mathematik geschrieben und ihre Buchstaben sind Dreiecke, Kreise und andere geometrische Figuren, ohne die es ganz unmöglich ist auch nur einen Satz zu verstehen, ohne die man sich in einem dunklen Labyrinth verliert“.
Auch Isaac Newtons Philosophiae Naturalis Principia Mathematica sind nach dem Vorbild von Euklids Geometrie aufgebaut. Die Rationalität des 17. Jahrhunderts war die der geometrischen Methode, wobei Newton und Leibniz die Mathematik um die Infinitesimalrechnung ergänzten, so dass Naturvorgänge noch feiner beschrieben werden konnten. Leibniz wiederum knüpfte an Descartes an, wenn er für Theorien Klarheit und Bestimmtheit forderte und an einer Mathesis universalis arbeitete. Dabei wurde das principium rationis sufficientis zu einem Eckpfeiler seiner Philosophie. Vor allem verfolgte er die Idee, die unscharfe natürliche Sprache durch eine auf einem formalen Zeichensystem beruhende Universalsprache (characteristica universalis) zu ersetzen. Damit und mit seiner Rechenmaschine steht er am Anfang einer Entwicklung der Logik und der Computerentwicklung hin zu einer modernen Rechnergesellschaft.
Die Philosophie Immanuel Kants gilt als Höhepunkt des Vernunftdenkens in der Aufklärung. Der Kritik der reinen Vernunft stellte er ein Bacon-Zitat voran und verglich seinen Ansatz mit dem Vorgehen Galileis und anderer Naturforscher:
„Als Galilei seine Kugeln die schiefe Fläche mit einer von ihm selbst gewählten Schwere herabrollen, oder Torricelli die Luft ein Gewicht, was er sich zum voraus dem einer ihm bekannten Wassersäule gleich gedacht hatte, […] so ging allen Naturforschern ein Licht auf. Sie begriffen, daß die Vernunft nur das einsieht, was sie selbst nach ihrem Entwurfe hervorbringt, […]“
Indem er systematisch die Grenzen der Vernunft aufzeigte, machte Kant deutlich, dass man weder die Existenz Gottes beweisen kann, noch etwas Gültiges über die Unendlichkeit der Welt sagen kann und auch die Auffassung von der menschlichen Freiheit eine Hypothese bleiben muss. Der Mensch ist in seinem Wissen und seinem Handeln auf sich und seine Erfahrung angewiesen. Erkenntnisse ohne Erfahrung gibt es nicht. Andererseits ist jede sinnliche Erfahrung des Menschen durch seine (begriffliche) Verarbeitung im Verstand strukturiert. In der kleinen Schrift zur Beantwortung der Frage: Was ist Aufklärung? formulierte Kant das Selbstverständnis des neuzeitlichen Denkens:
Aufklärung ist der Ausgang des Menschen aus seiner selbstverschuldeten Unmündigkeit. Unmündigkeit ist das Unvermögen, sich seines Verstandes ohne Leitung eines anderen zu bedienen. Selbstverschuldet ist diese Unmündigkeit, wenn die Ursache derselben nicht am Mangel des Verstandes, sondern der Entschließung und des Muthes liegt, sich seiner ohne Leitung eines anderen zu bedienen. Sapere aude! Habe Muth, dich deines eigenen Verstandes zu bedienen! ist also der Wahlspruch der Aufklärung.
Die Rationalität des Menschen liegt nach Kant darin, dass er nicht einer spekulativen Vernunft folgt, sondern sich seines Verstandes bedient und sich seiner Grenzen dabei bewusst ist. Das Besondere an der Philosophie Kants ist, dass er in seiner Kritik der überkommenen Metaphysik nicht stecken blieb, sondern mit den Metaphysischen Anfangsgründen der Naturwissenschaft und der Grundlegung zur Metaphysik der Sitten neue philosophische Theorien vorlegte, die aus seiner Sicht mit den von ihm aufgezeigten Grenzen der menschlichen Erkenntnisfähigkeit in Einklang stehen. Während seine konkrete Naturphilosophie weitgehend als überholt gilt, wird sein Entwurf einer Moralphilosophie auch 200 Jahre später noch intensiv diskutiert.

### Relative, soziale und abwägende Rationalitäten in der Moderne
In der zweiten Hälfte des 20. Jahrhunderts wurde vielfach ein klassischer Begriff von Rationalität kritisiert, auf diesen Begriff habe etwa die Aufklärung zu optimistisch gesetzt, da er beispielsweise die Bindung an verletzbare Leiblichkeit ausblende und zu einer technisierten Totalverapparatung des Daseins führe, Individuelles unter allgemeinen Kategorien verdecke oder im Sinne einer rein technischen Optimierungslogik die Verfolgung beliebiger Zwecke, auch die Katastrophen des 20. Jahrhunderts, sanktioniere und optimiere. Viele Philosophen sehen Rationalität gebunden an soziale Praktiken, besonders solchen des Ausschlusses von als „irrational“ Gewertetem. Bekannte Philosophen, die teils explizit als „Rationalitätskritiker“ auftraten oder als solche eingeschätzt werden, sind, bei ganz unterschiedlicher Akzentsetzung, Friedrich Nietzsche, Ludwig Klages, Martin Heidegger, Theodor W. Adorno, Max Horkheimer, Michel Foucault, Jacques Derrida und Jürgen Habermas.
Die Rationalität individueller oder sozialer Praktiken sowie bestimmter Theorien zu reflektieren steht in vielen Bereichen der Philosophie im Mittelpunkt, etwa abhängig vom jeweils verfolgten Ansatz, oft in Bereichen der Ethik, der Handlungstheorie, Sozialphilosophie, Wissenschaftstheorie und Religionsphilosophie.
Zahlreiche analytische Philosophen haben in jüngerer Zeit systematische Ausarbeitungen eines Rationalitätsbegriffs versucht, beispielsweise Karl-Otto Apel, David Gauthier, Herbert Schnädelbach, Wolfgang Kuhlmann, John Searle, Robert Nozick, Robert Audi, Robert Brandom und Julian Nida-Rümelin.
Nach Auffassung von Bartley sieht sich der Kritische Rationalismus verpflichtet, eine Rationalitätstheorie zu liefern, da er sich ansonsten dem Tu-quoque-Argument der Irrationalisten aussetzen würde. Zudem erfordert der Fallibilismus eine Theorie darüber, wie in rationaler Weise Theorien ausgewählt und praktisch eingesetzt werden sollen.

## Ökonomie
Im Bereich der Wirtschaft wird die Rationalität vorrangig auf der Grundlage des ökonomischen Prinzips diskutiert, wonach mit vorhandenen Mitteln ein maximaler Nutzen erzielt oder ein bestimmtes Ziel mit minimalem Aufwand erreicht werden soll. Die Anwendung dieser Logik entspricht dem Grundgedanken, vernunftgemäßes Handeln als Wert zu betrachten, wie er in der Neuzeit entstanden und in der Aufklärung ausformuliert worden ist. Verschwendung ist unvernünftig. Als einer der wichtigsten Begründer dieses Denkens gilt Adam Smith. Dieser hatte gegen die Bürokratie des Merkantilismus mehr Freiheit für die einzelnen wirtschaftlichen Akteure gefordert. Nach seiner in dem berühmten Werk vom Wohlstand der Nationen entwickelten Theorie führt das am eigenen Interesse orientierte Handeln Vieler in einer marktwirtschaftlich organisierten Gesellschaft zu einem Ergebnis, das auch gesamtwirtschaftlich eine Maximierung des gesellschaftlichen Wohlstandes bewirkt. Entgegen einer weit verbreiteten Meinung sah aber Smith bereits, dass zu einer funktionierenden Gesellschaft ein funktionierender Staat gehört, der der Ökonomie Rahmenbedingungen setzt und die Freiheit des einzelnen sicherstellt.
Ausgehend von Smith entwickelten sich Theorien der klassischen Nationalökonomie, der Grenznutzenschule, der neoklassischen Theorie, des Keynesianismus, der Theorie der rationalen Entscheidung sowie schließlich der neuen Institutionenökonomik, die jeweils modellhaft bestimmte Funktions- und Wirkungsmechanismen in offenen Volkswirtschaften zu beschreiben versuchen. Eine der Grundannahmen dieser Erklärungsmodelle ist, dass die betrachteten Akteure unter ökonomischen Aspekten rational als homo oeconomicus handeln. Dies bedeutet, dass (fiktive) Individuen durch eine Menge aus Wahlmöglichkeiten und eine darauf definierte Präferenzordnung der verfügbaren Wahlmöglichkeiten beschrieben werden können. Eine Präferenzordnung ist rational wenn sie sowohl transitiv als auch vollständig ist. Dabei bedeuten
- Transitivität:  Seien x, y und z in der Menge der Wahlmöglichkeiten. Ferner sei x mindestens so gut wie y und sei y mindestens so gut wie z. Die Präferenzordnung definiert über die Menge der Wahlmöglichkeiten ist rational wenn, und nur wenn x mindestens so gut ist wie z, für alle x,y und z in der Menge der Wahlmöglichkeiten.
- Vollständigkeit:  Eine Präferenzordnung über eine Menge an Wahlmöglichkeiten ist vollständig, wenn es möglich ist für jedes x und y in dieser Menge entweder zu sagen, dass x mindestens so gut wie y ist, dass y mindestens so gut wie x ist oder dass beides zutrifft.

Rational zu handeln bedeutet dann, dass das Individuum aus der Menge der Wahlmöglichkeiten x so wählt, dass x mindestens so gut ist wie y, wobei y jedes andere Element der Wahlmenge ist. Man beachte, dass dies nur möglich ist unter der Bedingung, dass die Präferenzordnung rational ist. Die häufig verbreitete Ansicht, dass Rationalität gleichbedeutend mit Nutzenmaximierung sei, kann dadurch begründet werden, dass unter der Annahme der Kontinuität der Präferenzordnung, diese durch eine als Modell zu verstehende Nutzenfunktion repräsentiert werden kann.
Neuere theoretische Konzepte zur ökonomischen Rationalität setzen sich auch mit psychologischen und sozialpsychologischen Einflüssen auf die individuelle Entscheidungsfindung auseinander. Hierzu zählen Verhaltensanomalien wie die Berücksichtigung verlorener Kosten, die Untergewichtung von Opportunitätskosten oder die Übergewichtung von Besitz, Verfügbarkeitsheuristiken und Sicherheitsstreben oder Selbstwirksamkeitserwartungen, Emotionen und abweichende soziale Präferenzen. Eine Erklärung hierfür bietet die Theorie der eingeschränkten Rationalität des Sozialwissenschaftlers Herbert A. Simon, der darauf verwies, dass Entscheidungen aufgrund von Zeitmangel, Informationsmangel, Unfähigkeit oder anderen die kognitiven Fähigkeiten des Menschen einschränkenden Gründen immer nur begrenzt rational getroffen werden.
Während die Betrachtung des ökonomischen Prinzips auf die Frage ausgerichtet ist, wie ein bestimmter Zweck optimal erreicht werden kann, wird in der Wirtschaftsethik diskutiert, welche Zwecke innerhalb ökonomischen Handelns sinnvoll sind, wie man solche Zwecke übergeordnet bestimmen und ihre Durchsetzung sicherstellen und wie man den Missbrauch von Marktmechanismen verhindern kann. Während das ökonomische Prinzip einer rein formalen, instrumentellen Rationalität folgt, ist der Diskurs der Wirtschaftsethik auf eine materiale, zweckorientierte Rationalität ausgerichtet, die Fragen der angewandten Ethik mit in den Blick nimmt.

## Sozialwissenschaften
Bedeutende Arbeiten über Rationalität veröffentlichte Max Weber, unter anderem auf dem Gebiet der Rechtssoziologie. Von der finalen Rationalität (Zweckmäßigkeit) wird hier die materielle Rationalität (Legitimität) und die formelle Rationalität (Rechtssicherheit) unterschieden (vgl. auch den Typus der rationalen Herrschaft bzw. der affektfreien Herrschaftsinstrumente).
„Zweckrational handelt, wer sein Handeln nach Zweck, Mitteln und Nebenfolgen orientiert, und dabei sowohl die Mittel gegen die Zwecke, wie die Zwecke gegen die Nebenfolgen, wie endlich auch die verschiedenen Zwecke gegeneinander rational abwägt.“
Weber hat weiterhin die Zweckrationalität von der Wertrationalität unterschieden. Während die Zweckrationalität am erwarteten Verhalten der Außenwelt und anderer Menschen orientiert ist, bezieht sich die Wertrationalität auf kulturelle Werte als Motive des Handelns. Weber hat die Unterscheidung von formaler und materialer Rationalität auch auf den Bereich der Wirtschaft übertragen. In Wirtschaft und Gesellschaft unterschied er:
„Als formale Rationalität eines Wirtschaftens soll hier das Maß der ihm technisch möglichen und von ihm wirklich angewendeten Rechnung bezeichnet werden. Als materiale Rationalität soll dagegen bezeichnet werden der Grad, in welchem die jeweilige Versorgung von gegebenen Menschengruppen (gleichviel wie abgegrenzter Art) mit Gütern durch die Art eines wirtschaftlich orientierten sozialen Handelns sich gestaltet unter dem Gesichtspunkt bestimmter (wie immer gearteter) wertender Postulate, unter welchen sie betrachtet wurde, wird oder werden könnte. Diese sind höchst vieldeutig.“
Die Handlungstheorie von Talcott Parsons lehnt sich an Weber an und bestimmt eine Handlung als rational, „wenn sie Ziele verfolgt, die innerhalb der Bedingungen der Situation möglich sind, und wenn die Mittel, welche dem Handelnden zur Verfügung stehen, sich wesentlich am besten für den Zweck eignen, und dies aus Gründen, die durch die positive empirische Wissenschaft verständlich und verifizierbar sind.“ Bei Parsons ist die Bestimmung der Rationalität noch sehr stark an das Konzept der positiven Wissenschaften gebunden. Alfred Schütz hielt diese Vorstellung ebenso für einen praxisfernen „Archetyp unserer Erfahrung der Wirklichkeit“ wie das Gegenteil der „‚traditionellen‘ oder ‚gewohnheitsmäßigen‘ Handlungen“. Sein Einwand war, das die Praxis der Lebenswelt viel komplexer und vielfältiger ist, so dass Handlungen nicht nach allgemeinen Schemata, sondern situativ begründet und entschieden werden. Entsprechend der Vielfalt der Erfahrungstypen gibt es viele Einzelrationalitäten, die zu den jeweiligen Sphären der Lebenswelt passen.
Niklas Luhmann setzte sich mit der Thematik insbesondere in seinem Werk Legitimation durch Verfahren auseinander und verwies darauf, dass soziale Entscheidungen sich vorwiegend an der Struktur des positiven Rechts orientieren.
In der Folge wurde der Begriff unter anderem von Jürgen Habermas (Kommunikative Rationalität) erweitert.
Norbert Elias verwendet statt dieses statischen Begriffs den prozessorientierten Begriff der „Rationalisierung“, der in seiner Theorie des Zivilisierungsprozesses eine Steigerung der „Langsicht“ bedeutet, was die Fähigkeit beschreibt, die Folgen der eigenen Handlungen über immer mehr Glieder der Kausalketten vorauszu„berechnen“.
Neuere Entwicklungen auf dem Gebiet der Handlungstheorie sind die Theorie der rationalen Entscheidung, wie sie sich aus dem Erkenntnisprogramm des Utilitarismus, der Klassischen Ökonomie und des Homo oeconomicus (in Entgegensetzung zum rollentheoretisch geprägten Homo sociologicus) heraus entwickelt haben. Auf Organisationen bezogen, wird vor allem die Vielzahl unterschiedlicher Rationalitäten innerhalb ein und derselben Organisation betont. Sogenannt pluralistische oder hybride Organisationen zeichnen sich durch ebendiese Vielfalt aus, was die Kommunikation sowie die Entscheidungsfindung in der Organisation erschwere. Das Management sei daher laut Kuno Schedler und Rüegg-Stürm gefordert, die unterschiedlichen Rationalitäten anzusprechen, was zu einem multinationalen Management führe.

## Psychologie
Wertvorstellungen werden nach C. G. Jung durch die rationalen Funktionen vermittelt. Er unterscheidet zwei rationale Funktionen von zwei irrationalen. Rationale Funktionen sind Denken und Fühlen, irrationale Funktionen sind Intuieren und Empfinden. Entscheidendes Kriterium für die Zuordnung zur Gruppe der rationalen Funktionen ist die Bewertung innerer psychologischer Tatsachen, siehe z. B. Ichbewusstsein, Personalisation etc. Das Ergebnis dieser rationalen Bewertung ist die sog. → Einstellung. Intelligenz korreliert nicht mit Rationalität.

## Kritik an der Begriffsverwendung
Nach dem Soziologen Andreas Anton werde das Ringen um Deutungsmuster und die geltende Wirklichkeitsordnung mit den Zuschreibungen „rational“ und „irrational“ geführt, die nach Anton bisweilen als Kampfbegriffe verwendet werden. Die Beanspruchung eines Primats der Rationalität sei selbst irrational. Das Pendant zum Überzeugungsgefühl von Rationalität sei nach Anton das im Verschwörungsdenken verbreitete Überzeugungsgefühl, im Besitz des „wahren Wissens“ zu sein.